# Трагикомедия
Трагикомедия (лат. tragicomoedia) — драматическое произведение, обладающее признаками как трагедии, так и комедии. В широком смысле — любой сюжет литературы, сценического и изобразительного искусства, сочетающий трагическое (минорное) и комическое.

## История
Черты трагикомедии присутствовали у Еврипида; как жанр трагикомедия получила широкое распространение в Древнем Риме, была надолго забыта и возродилась только на исходе Ренессанса. Поэт и теоретик Баттиста Гварини в 1601 году в своём «Компендиуме трагикомической поэзии» (итал. Compendio della poesia tragicomico) писал:
 Сочинитель трагикомедии берёт от трагедии высокопоставленных героев, но не великие события, правдоподобную, но не историческую фабулу, возбуждение чувств, но не потрясение их, наслаждение (присущее трагедии), но не её мрачность, опасность, но без гибели; от комедии он берёт смех, но не чрезмерный, скромное развлечение, вымышленные осложнения, счастливый конец, а главным образом, комический лад.
Жанр трагикомедии оказался созвучен эстетике барокко и в начале XVII века, помимо Италии, распространился в Испании, Франции и в Англии в яковианскую эпоху, где Джон Флетчер и Фрэнсис Бомонт ввели моду на пьесы с трагическими перипетиями, но счастливым концом. В этом ключе Уильям Шекспир написал свои последние пьесы — «Буря», «Цимбелин», «Перикл», «Зимняя сказка».
После расцвета в дореволюционной Англии трагикомедия пережила второе рождение на рубеже XIX и XX веков, когда этой форме отдавали предпочтение Генрик Ибсен, Август Стриндберг, Герхарт Гауптман и Антон Чехов.
С развитием кинематографа (начиная с Чарльза Чаплина) под трагикомедией стали подразумевать и кинематографические произведения, сочетающие комедийные приёмы с трагическим (драматическим) содержанием, меланхолическими нотами. Известны мастера создания трагикомических образов в пантомиме, цирковом искусстве (Леонид Енгибаров).